# Karádi Pál
Karádi Pál (Székesfehérvár, 1523. – 1590.) unitárius püspök, hitvitázó, nyomdász.

## Élete
1569-ben Abrudbányán volt nyomdája, 1570-72-ben Simándra költözött, majd 1572-től Temesváron volt unitárius prédikátor. Bethlen Gergely temesvári főkapitány udvari papja, később az unitárius egyházak püspöke. Radikális felfogása miatt Dávid Ferenchez csatlakozott, akinek elítélése után gúnyos hangú nyílt levelet intézett a mérsékelt unitáriusokhoz.

## Művei
Korábban neki tulajdonították a Komédia Balassi Menyhárt árultatásáról (1569) című darabot, de ezt a feltevést Farkas Gyula 1913-ban cáfolta; csak a nyomtatás az ő munkája.